# Soayschaf
Das Soayschaf ist ein primitiver Typ von Hausschaf. Es repräsentiert den Zuchtzustand von Nutzschafen des Neolithikums. Es wurde entweder von frühen Siedlern oder später von Wikingern auf die Insel Soay im St.-Kilda-Archipel vor der schottischen Westküste verbracht und verwilderte dort.
Der Name Soay ist nordischen Ursprungs und bedeutet „Schafsinsel“ (Altnordisch Seyðoy; modernes Isländisch Sauðey). Wegen der Unzugänglichkeit der Insel und des geringen Nutzwertes dieser Tiere blieben sie von menschlichem Einfluss über lange Zeit verschont und konnten ihren ursprünglichen Typus bewahren. Es werden gelegentlich Untersuchungen über Nutzungseignungen bei der Fleischproduktion oder für die Erzüchtung von Schafrassen, die nicht geschoren zu werden brauchen, angestellt.

## Merkmale
Auffällige Merkmale dieser Schafe sind die wildfarbene Zeichnung, die in etwa der des Europäischen Mufflons entspricht, und der selbstständige saisonale Wollabwurf. Auch das Verhalten der Tiere ist wildtierartig. Soayschafe lassen sich durch Hütehunde nicht lenken.
Die Tiere sind überwiegend in beiden Geschlechtern behornt, es kommen aber auch unbehornte weibliche Tiere vor. Unbehornte männliche Tiere oder solche mit schwacher Hornbildung sind durchweg schwache Individuen und gehen meist alsbald zugrunde. Neben vereinzelten einfarbigen Tieren kommt der mufflonfarbene Typ in einer dunklen und einer hellen Variante vor. Das Verhältnis dieser beiden Farben zueinander beträgt etwa 3:1. Außerdem unterscheidet man haarbetonte und wollbetonte Individuen.
Bei Studien hat man festgestellt, dass die dunkel gefärbten Schafe in der Population zurückgehen, da bei dieser Rasse das Gen für die dunkle Farbe auch für einen schlechteren Gesundheitszustand des Tieres verantwortlich ist. Obwohl größer und kräftiger gewachsen, stirbt das betroffene Schaf früher und pflanzt sich nicht so erfolgreich fort wie die helleren Exemplare.

## Populationen
Nachdem die Bewohner der Nachbarinsel Hirta, der einzigen bewohnten Insel des Archipels, 1930 evakuiert worden waren, wurde eine Herde von Soayschafen dorthin verbracht und begründete seither eine zweite stabile Population, die vielfach Gegenstand von wissenschaftlichen Untersuchungen wurde.
Gelegentlich wurden auch schon früher Tiere von Soay entnommen und von Liebhabern in Parks oder in Zoologischen Gärten auf dem britischen Festland gehalten. Hieraus entstand im Laufe der Zeit ein relativ einheitlicher Typus so genannter Parksoay.
Soay werden unter anderem in der Butser Ancient Farm in Hampshire gehalten. In Deutschland gibt es Herden im Wildpark von Saarbrücken, im Lindenthaler Tierpark in Köln, im Tiergehege des Kaisergartens in Oberhausen, im Haustierpark Werdum und dem „Bronzezeithof“ in Uelsen. Die Nutztier-Arche des Erlebnis-Museums Adventon in Osterburken hält zwei Herden, eine davon im Außenbereich, die andere für Besucher zu sehen. Der auf die Erhaltung alter und bedrohter Haustierrassen spezialisierte Tierpark Arche in Warder präsentiert Soayschafe auch auf dem Gelände des Wikinger Museums Haithabu.
In Überlingen am Bodensee wurde 2020 das geplante „Projekt Schafweide“ der erst 2021 realisierten Landesgartenschau Überlingen 2020 dahingehend abgeändert, dass einige Soayschafe aus dem nahegelegenen Haustierhof Reutemühle ausgeliehen und auf der 1000 Quadratmeter großen und schwer zugänglichen Wiese hinter dem Städtischen Museum über den Sommer gehalten wurden.
In Österreich kann man während der Sommersaison eine kleine Herde Soayschafe im Tiroler Steinzeit-Museum Ötzi-Dorf in Umhausen sehen.
Des Weiteren hat diese Rasse viele private Halter und Züchter.